# Kostel svaté Markéty (Skytaly)
Kostel svaté Markéty je římskokatolický kostel zasvěcený svaté Markétě ve Skytalech v okrese Louny. Od roku 1964 je chráněn jako kulturní památka. Kostel stojí na nevýrazné hraně mělkého údolí na severním okraji vesnice.

## Historie
Nejstarší písemná zmínka o farním kostelu ve Skytalech je ze 14. století. Současný kostel byl postaven v letech 1782–1784 na místě původního farního kostela. Stavba je jednolodní s pravoúhle ukončeným presbytářem, se sakristií v ose na východní straně a v západním průčelí pak s hranolovitou věží. Fasády jsou jednoduché, členěny lizénovými rámci. Kolem obdélných půlkruhově zakončených oken je jednoduché štukované rámování. V lodi kostela je plochý strop bez kleneb. Hlavní oltář pochází ze druhé poloviny 18. století. Dále jsou v kostele dva protilehlé boční oltáře. Kazatelna je s rokajovým dekorem.

## Opravy
V minulosti se na kostele žádné řádné opravy neprováděly. Roku 2012 byla započata oprava krovu a výměna střešní krytiny.

## Současnost
Zvenku je kostel v horším stavu. Základem pro udržitelný stav kostela je funkční střecha. Střecha se opravuje, ale působením vody v minulých letech došlo k viditelnému poškození zdiva. Interiér kostela také není v dobrém stavu.